# 横浜市営バス港北ニュータウン営業所
1. 営業所の社屋・施設
2. 港北ニュータウン営業所の所属車両

横浜市営バス港北ニュータウン営業所（よこはましえいバスこうほくニュータウンえいぎょうしょ）は、かつて横浜市都筑区大丸に所在し、港北ニュータウン地域を中心に路線を展開していた横浜市営バスの営業所。2007年3月31日をもって廃止された。

## 概要
営業所用地は東急バス東山田営業所が現在使用している用地とともに、港北ニュータウンの基本計画書である「港北ニュータウン基本計画」に記載が見える。また、日本住宅公団の港北ニュータウン計画土地利用計画にも「バ」という記載とともに、営業所用地がはじめから計画されていたことを示す記載がある。
営業所は港北ニュータウンの西端部にあり、東急が進めていた多摩田園都市計画と隣接していたことから地権者の調整に手間取り、周辺地域の区画整理が遅延したことから、当初予定していた1985年から大きく遅れて1991年に開設された。
横浜市営バスの営業所の中では最も新しいが、2007年3月31日の運行をもって廃止された。当営業所の所管路線で民営バスへ移譲もしくは廃止とならなかった路線は、緑営業所、若葉台営業所、港北営業所が路線を引き継いで運行している。
跡地は富士通エフ・アイ・ピーが賃借し、データセンターを設置することで合意。2008年度中に着工、2010年12月1日に竣工した。

## 沿革
- 1971年（昭和46年）10月18日：緑営業所川和派出所として現在の川和詰所の場所に開業する。
- 1991年（平成3年）6月28日：現在地に移転し営業所に昇格。同時に川和派出所を詰所に格下げする。
- 1993年（平成5年）3月18日：地下鉄3号線のあざみ野駅延伸に伴う路線再編を実施。304系統の荏田南経由、306系統のあざみ野駅 - センター南駅間、309系統を廃止し、310系統を運行開始。
- 1994年（平成6年）
  - 11月6日：横浜市の行政区再編により、港北区と緑区を再編して青葉区・都筑区を新設。これ伴う路線再編を実施、33系統の中山駅北口 - 市が尾駅間の廃止と市が尾駅 - 荏田新道間の経路変更、73系統の循環線の廃止とセンター南駅への延伸などを行う。
  - 11月7日：横浜市営バス初のミニバス路線として308系統を運行開始[2]。
- 2000年（平成12年）4月1日：307系統を廃止。
- 2006年（平成18年）3月16日：43系統を東急バスに移譲。
- 2007年（平成19年）3月15日：305・306・310系統を緑営業所へ移管。
  - 3月16日：3系統を東急バスへ完全移譲。
  - 3月31日：営業所を廃止。残った路線のうち、88・301・302・304系統を港北営業所へ、33・73・74・80・90系統を緑営業所へ移管。

## 担当路線
2007年3月時点での所管路線。

### 33系統
- 市が尾駅 - 泉田向 - 中川駅入口 - あざみ野駅 - たまプラーザ駅

2007年3月31日、緑営業所へ移管。

### 73系統
- 中山駅前 - 貝の坂 - 川和町 - 川和高校前 - センター南駅
- 中山駅北口→中山大橋→貝の坂→川和町→川和高校前

2007年3月31日、緑営業所へ移管。

### 74系統
- 中山駅北口→谷津田原第一住宅入口→谷津田原第二住宅入口→中山駅北口

2007年3月31日、緑営業所へ移管。

### 80系統
- 中山駅北口 - 中山大橋 - 貝の坂 - 佐江戸 - 星ヶ谷 - 都筑ふれあいの丘 - センター南駅
- センター南駅→都筑ふれあいの丘→星ヶ谷→佐江戸→貝の坂→都橋→中山駅北口

2007年3月31日、緑営業所へ移管。

### 88系統
- センター南駅 - 都筑ふれあいの丘 - 仲町台駅 - 勝田 - 道中坂下
- 仲町台駅 - 都筑ふれあいの丘 - センター南駅 - 大原 - 勝田 - 道中坂下

2007年3月31日、港北営業所へ移管。

### 90系統
- 青葉台駅 - 山谷みどり台 - 中山駅北口

2007年3月31日、緑営業所へ移管。

### 301・370系統
- 江田駅 - 荏田南 - 都筑ふれあいの丘 - 仲町台駅
- 江田駅 - 荏田南 - 中の瀬 - センター南駅
- 江田駅 - 荏田南 - 大丸 - 港北ニュータウン車庫前

2007年3月31日、港北営業所へ移管。

### 302系統
- 港北ニュータウン車庫前 - 都筑ふれあいの丘 - 仲町台駅 - 新北川橋 - センター北駅 - センター南駅 - 港北ニュータウン車庫前

2007年3月31日、港北営業所へ移管。

### 304系統
- 江田駅 - みずきが丘 - 荏田東 - センター南駅

2007年3月31日、港北営業所へ移管。

### 305・372系統
- 市が尾駅 - 泉田向 - 夕やけ橋 - 川和台 - 石橋
- 市が尾駅 - 泉田向 - 夕やけ橋 - 川和台 - 石橋 - 貝の坂 - 中山駅北口
- 市が尾駅 - 泉田向 - 夕やけ橋 - 川和台 - 石橋 - 貝の坂 - 瑞雲寺前 - 夕やけ橋 - 港北ニュータウン車庫前
- 港北ニュータウン車庫前 - 夕やけ橋 - 川和台 - 石橋 - 貝の坂 - 中山駅北口
- 中山駅北口←貝の坂←瑞雲寺前←夕やけ橋←港北ニュータウン車庫前

2007年3月15日、緑営業所へ移管。

### 306系統
- 市が尾駅 - 泉田向 - 大丸 - センター南駅
- 市が尾駅→泉田向→大丸→荏田南
- 市が尾駅 - 泉田向 - 港北ニュータウン車庫前
- センター南駅 - 大丸 - 港北ニュータウン車庫前

2007年3月15日、緑営業所へ移管。

### 310系統
- センター南駅 - 大丸 - 夕やけ橋 - 川和台 - 石橋
- センター南駅 - 大丸 - 瑞雲寺前 - 貝の坂 - 石橋 - 梅田橋 - 折本橋 - 仲町台駅

2007年3月15日、緑営業所へ移管。

## 廃止・移管路線
移管路線は、営業所廃止直前（2007年3月）以前に移管された系統を示す。

### 3系統
- 市が尾駅 - 川和町 - 梅田橋 - 小机駅前 - 六角橋 - 東神奈川駅西口 - 横浜駅西口（東京急行電鉄川崎営業所→日吉営業所→新羽営業所→東急バス新羽営業所と共同運行）
- 市が尾駅 - 川和町 - 小机駅前 - 新横浜駅前
- 横浜駅西口 - 東神奈川駅西口 - 六角橋 - 梅田橋 - 川和町 - 川和高校
- 市が尾駅 - 川和町 - 瑞雲寺前 - 港北ニュータウン車庫

路線沿革
- 第二次世界大戦前に東京横浜電鉄（のち東京急行電鉄→東急バス）が横浜駅 - 川和町間で開業。その後、横浜上麻生道路の整備に伴い川和町から上市ヶ尾間まで延伸。
- 1949年（昭和24年）11月17日：大山街道を経由して上市ヶ尾から江田まで延伸。
- 1950年（昭和25年）
  - 6月1日：横浜駅から長者町まで延伸。
  - 12月15日：荏田から元石川まで延伸。
- 1953年（昭和28年）9月1日：横浜駅 - 長者町間廃止。
- 1966年（昭和41年）4月1日：東急田園都市線開通に伴い、市が尾駅 - 横浜駅間の路線となる。
- 1989年（平成元年）7月16日：新横浜駅前 - 川和町間の折返便を開設。
- 1991年（平成3年）
  - 6月28日：当営業所開設と同時に緑営業所川和派出所から移管。
  - 10月1日：東京急行電鉄のバス部門分社化により、共同運行相手が東急バスに変わる。
- 1993年（平成5年）10月29日：新横浜駅前 - 川和町間の折返便を市が尾駅まで延伸。
- 1994年（平成6年）3月31日：市が尾駅 - 横浜駅西口便を大幅減便、横浜方面発の川和町行、川和高校発着便を廃止。
- 2005年（平成17年）11月28日：市が尾駅 - 港北ニュータウン車庫前間の出入庫便を廃止。
- 2006年（平成18年）11月16日：東急バスの横浜駅乗り入れ廃止に伴い、3系統の又口橋 - 横浜駅西口間の共通定期券取扱を廃止する。また、川和町発横浜駅西口行、川和町発市が尾駅行を廃止する。
- 2007年3月16日：東急バス新羽営業所に完全移譲。東急バスでの系統番号は「市03」。
- 2010年（平成22年）4月1日：東急バス青葉台営業所に移管、区間便は市が尾側・新横浜側共に貝の坂発着に変更、新羽営業所への出入庫便は新横81（新横溝の口線に編入）・新横82系統に再編される。

横浜駅西口・東神奈川駅西口・新横浜駅前と市が尾駅を横浜上麻生道路経由で結んでいた路線。原型は東急バスの前身の神奈川自動車が運行していた路線にまで遡り、東京横浜電鉄、大東急を経て、1947年（昭和22年）、臨時運転契約という形で市営バスの運行が始まった。その後に東急バスの復旧が進んだため自社運行を再開することになり、市営と東急の相互乗り入れ路線へと発展。1966年（昭和41年）4月1日の東急田園都市線長津田駅延伸に伴うダイヤ改正で廃止まで続く形となった。
本線は市が尾駅 - 横浜駅西口線だが、晩年は市が尾駅 - 新横浜駅前がメインとして運行されていた。市が尾駅発の平日最終便は川和町止め。東神奈川駅西口発着が平日朝のみ運行されていた。また、港北ニュータウン車庫の出入庫便や川和町発横浜駅西口行、川和町 - 市が尾駅間の区間便が存在した。東急バスでは新羽営業所の所管時代は新羽営業所への出入庫便も存在していた。
2007年3月16日をもって市が尾駅 - 新横浜駅前便は東急バス新羽営業所に移譲、その他は全線廃止された。
2010年4月1日、東急バス川崎営業所廃止に伴う系統移管により青葉台営業所へ移管され、3系統と同時に東急バスへ移譲された若葉台営業所の118系統（青118系統）ともども青葉台営業所が担当することとなった。なお、同日に市が尾駅 - 上鉄鴨志田口間で後述の43系統と並行する柿23系統（小田急バスと共同運行）も青葉台営業所から虹が丘営業所へ移管されている。

### 43系統
- 中山駅北口→川和町→市が尾駅→桐蔭学園入口→鴨志田団地→寺家町→桐蔭学園入口→市が尾駅→川和町→中山駅北口
- 中山駅北口 - 川和町 - 市が尾駅 - 桐蔭学園（東京急行電鉄高津営業所→青葉台営業所→東急バス虹が丘営業所と共同運行）
- 市が尾駅 - 桐蔭学園入口 - 鴨志田団地 - 奈良北団地折返場
- 川和町 - 市が尾駅 - 桐蔭学園入口 - 鴨志田団地 - 日体大 - 中恩田橋 - 長津田駅

路線沿革
- 2001年  (平成13年)  7月16日：寺家町住民の便を図り、寺家町への乗り入れを開始。
- 2005年（平成17年）11月28日：川和町 - 市が尾駅 - 奈良北団地折返場系統を市が尾駅 - 奈良北団地折返場へ短縮。
- 2006年（平成18年）3月16日：東急バスに完全移譲。東急での系統番号は「市43」。従来から東急バス青葉台営業所が運行していた市が尾駅 - 桐蔭学園前のシャトル便も含めて虹が丘営業所に移管される。
- 2020年（令和2年）6月1日：東急バスのダイヤ改正で中山駅北口発寺家町循環が廃止され、市が尾駅発に短縮される（ただし、鴨志田始発の出庫便は中山駅北口行きのまま存続）。

中山駅北口および市が尾駅から青葉区北部を結んでいた路線。中山駅北口から寺家町へ循環して市が尾駅へ向かう便、市が尾駅から桐蔭学園へ向かう便など複数の区間便、過去には川和町より大回りで長津田駅まで結ぶ路線も存在した。
東急バス鴨志田団地線、小田急バス柿25系統と同様に、寺家町循環便が寺家町に乗り入れるようになったのは2002年7月16日からで、それ以前は鴨志田団地で折り返していた。
2006年3月16日をもって東急バス虹が丘営業所に完全移譲し、同時に虹が丘営業所への出入庫を兼ねた鉄町発着便（鉄町発便は2007年4月1日付で廃止）も新設された。なお、市が尾駅 -  桐蔭学園間で同社青葉台営業所と共同運行していたが、こちらも同時に虹が丘営業所に移管された。

### 89系統
- 市が尾駅 - 下市が尾 - 川和町 - 川和高校 - 折田谷 - 柚の木谷 - 江田駅 - 市が尾駅
- 市が尾駅 - 東市ヶ尾小学校 - 泉田向 - 川和高校 - 川和町
- 市が尾駅 - 東市ヶ尾小学校 - 天ヶ谷 - 川和高校

路線沿革
- 1989年4月17日：市が尾駅バスターミナル開設により、市が尾駅 - 川和町・川和高校の乗り場を東口より変更。
- 1994年11月7日：市が尾駅 - 川和町・川和高校を廃止

市が尾駅からの循環線と、川和高校方面の路線で構成されていた系統。市が尾循環は東京急行電鉄青葉台営業所（荏田線、当時）との共同運行路線だった。1994年11月7日に廃止され、市が尾駅 - 泉田向 - 柚の木谷間は311系統の中川駅入口 - あざみ野駅とともに33系統に引き継がれた。しかし、その33系統も2013年（平成25年）3月29日限りで廃止された。
系統番号は保土ケ谷営業所（後に浅間町営業所）所管の「横浜駅前・桜木町駅前-一本松小学校前」線で再利用されている。

### 95系統
- 市が尾駅 - 川和町 - 新開橋 - （第三京浜道路） - 市民病院入口 - 横浜駅西口

東急バスに移譲された3系統の高速道路経由版といえる路線。開設当初は川和町を起点として1時間に1本程度の運転であったが、その後約30分間隔となり、うち1本が市が尾駅発着となり、ほどなく全便が市が尾駅発着となった経緯がある。

途中、港北IC - 保土ケ谷IC間で第三京浜道路を経由していた。そのほか、神奈川県道12号横浜上麻生線（横浜上麻生道路）、神奈川県道140号川崎町田線（緑産業道路）、横浜市道新横浜元石川線、神奈川県道13号横浜生田線（新横浜通り）などを走行していた。第三京浜道路は有料道路であるが加算運賃は不要で、通常の横浜市内均一運賃で乗車できた。

2006年8月31日、神奈川県生活交通確保対策地域協議会へ退出申し入れが行われたが、川和・佐江戸・池辺地区から横浜駅へ出る足がなくなることから、住民による存続運動が行われていた。しかし、2006年12月に路線再編計画が発表され、2007年3月31日限りで営業所と運命を共にした。

### 300系統
- 新横浜駅 - 鳥山大橋 - 港北インター - 新栄高校南口 - 都筑ふれあいの丘 - 荏田南 - 江田駅

以前は港北営業所との共管で300系統を担当していたが、1993年3月18日の横浜市営地下鉄3号線あざみ野延伸に伴い江田駅 - 仲町台駅間に短縮され、301系統のグループに入ったため、300系統の運用から外れることとなった。

### 303系統
- センター南駅 - 大原 - 北原橋 - 港北工業団地 - 新北川橋

港北営業所担当の新横浜駅 - 研究所線の子系統として市営地下鉄ブルーラインのあざみ野延伸時に新設され、当初は港北ニュータウン営業所が担当していた。これは304系統が江田駅 - センター南駅に短縮されることになり、短縮されたセンター南駅 - 新北川橋の区間を引き継いだものであった。
1994年（平成6年）11月28日に当系統から撤退し、以降は2007年3月の路線再編で廃止されるまで港北営業所が運行を担当した。

### 307系統
- センター南駅 - 茅ケ崎新道 - 勝田 - 道中坂下

かつては市が尾駅 - 道中坂下という路線で東急バスと共同運行していたが、横浜市営地下鉄3号線のあざみ野延伸に伴ってセンター南駅発着に短縮された。短縮後も全線にわたり東急バス（江田駅 - センター南駅 - 綱島駅。現在の綱45系統）と併走しており非効率であった上、同系統が増便されて存在意義を失ったことから、休日運休となったのち、2000年4月1日に廃止された。

### 308系統
- センター南駅 - 北部病院前 - 二の丸 - 星ヶ谷 - 源東院 - 仲町台駅

1994年11月7日運行開始。都筑区が港北区から分区したことに合わせて開設された、市営バス初のミニバス路線である。行政的要請から設けられたコミュニティバス的性格の強い路線であった。
運行開始時には専用車両として小型車の三菱ふそう・エアロミディMJ（4-2489～2492、U-MJ217F、観光マスク）が4台導入され、白と緑を基調とした専用塗装が採用された。また130・131系統 (Yループ) で使用されていた中型車の日産ディーゼル・RB（P-RB80G、1989年式）が1台転属し、同じ塗装に変更されて使われていた。
昭和大学横浜市北部病院前や都筑スポーツセンター付近、ニュータウン開発以前からの集落と農業生産地域が続く折本地区を経由して、市営地下鉄センター南駅･仲町台駅間を結ぶ系統である。当初は港北ニュータウン営業所が担当し、平台経由から二の丸経由への変更、北部病院への乗り入れ開始などのルート変更が行われた。
2006年1月30日より港北営業所へ移管された。港北営業所から緑営業所へ移管後、2017年10月1日より318系統へ変更され、北部病院を経由しなくなった。

### 309系統
- 市が尾駅 - 泉田向 - 都筑ふれあいの丘 - 新栄高校南口 - 港北インター - 鳥山大橋 - 新横浜駅前

1991年に開業した路線。新横浜駅前と市が尾駅との間を港北インター、大丸経由で結んでいたが、1993年3月18日に廃止された。

### 311系統
- センター南駅 - センター北駅 - 中川駅入口 - あざみ野駅

1993年の地下鉄開業後に分割された306系統の片割れである。しかし運行経路が地下鉄に完全並行していることや本数の少なさを理由に、1994年11月6日の青葉区・都筑区新設に伴う路線再編時に廃止され、約1年半の短命に終わった。

## 車両
2004年の入札制度導入前は、港北ニュータウン・滝頭・磯子の3営業所では日産ディーゼル（現：UDトラックス）を指定メーカーとしていた。横浜市営バスでは市内に狭隘路線が多いため短尺車を採用する営業所が多く、港北ニュータウン・滝頭の両営業所では短尺車を導入していたが、磯子営業所では標準尺車を選択していた。日産ディーゼル車は富士重工業製車体架装で導入していたが、同社のバスボディ製造事業撤退後は西日本車体工業製となった。
1994年に運行開始したミニバス路線の308系統では、三菱ふそう（当時は三菱自動車工業）製の小型車が採用された。詳細は#308系統を参照。
一時期はいすゞ自動車を指定メーカーとしていた鶴見営業所との間での車両トレードにより、いすゞ・キュービックワンステップが配置されていたこともあった。
2006年7月31日時点での車両数は、日産ディーゼル製路線車63台、日産ディーゼル製特定車1台、日野自動車製路線車1台であった。日産ディーゼル車は大型車・中型車・中型長尺車を取り揃えていた。日野車はブルーリボン（4-3539、U-HT2MLAA、1994年式）で、港南営業所からの転属車である。
入札制度の導入により、最末期の2006年にはブルーリボンIIが新製配置された。